# Les Suppléants
 (août 2020).
La mise en forme du texte ne suit pas les recommandations de Wikipédia : il faut le « wikifier ».
Les points d'amélioration suivants sont les cas les plus fréquents. Le détail des points à revoir est peut-être précisé sur la page de discussion.
- Les titres sont pré-formatés par le logiciel. Ils ne sont ni en capitales, ni en gras.
- Le texte ne doit pas être écrit en capitales (les noms de famille non plus), ni en gras, ni en italique, ni en « petit »…
- Le gras n'est utilisé que pour surligner le titre de l'article dans l'introduction, une seule fois.
- L'italique est rarement utilisé : mots en langue étrangère, titres d'œuvres, noms de bateaux, etc.
- Les citations ne sont pas en italique mais en corps de texte normal. Elles sont entourées par des guillemets français : « et ».
- Les listes à puces sont à éviter, des paragraphes rédigés étant largement préférés. Les tableaux sont à réserver à la présentation de données structurées (résultats, etc.).
- Les appels de note de bas de page (petits chiffres en exposant, introduits par l'outil «  Source ») sont à placer entre la fin de phrase et le point final[comme ça].
- Les liens internes (vers d'autres articles de Wikipédia) sont à choisir avec parcimonie. Créez des liens vers des articles approfondissant le sujet. Les termes génériques sans rapport avec le sujet sont à éviter, ainsi que les répétitions de liens vers un même terme.
- Les liens externes sont à placer uniquement dans une section « Liens externes », à la fin de l'article. Ces liens sont à choisir avec parcimonie suivant les règles définies. Si un lien sert de source à l'article, son insertion dans le texte est à faire par les notes de bas de page.
- La présentation des références doit suivre les conventions bibliographiques. Il est recommandé d'utiliser les modèles {{Ouvrage}}, {{Chapitre}}, {{Article}}, {{Lien web}} et/ou {{Bibliographie}}. Le mode d'édition visuel peut mettre en forme automatiquement les références.
- Insérer une infobox (cadre d'informations à droite) n'est pas obligatoire pour parachever la mise en page.

Pour une aide détaillée, merci de consulter Aide:Wikification.
Si vous pensez que ces points ont été résolus, vous pouvez retirer ce bandeau et améliorer la mise en forme d'un autre article.
Les Suppléants est une émission de télévision québécoise éducative destinée aux élèves de 13 à 17 ans produite par Julie Lavallée et diffusée quotidiennement en après-midi entre le 13 avril et le 19 juin 2020 à Télé-Québec dans la foulée de la fermeture des écoles au Québec en raison de la pandémie de Covid-19.
Les épisodes de 30 minutes, présentés par Pier-Luc Funk et Catherine Brunet, sont découpés en segments de révisions pédagogiques animés par des artistes appréciés des adolescents. Certains épisodes ont été traduits en langue des signes québécoise.
Les épisodes 27, 30, 33, 35, dans lesquels apparaît Maripier Morin, ont été retirés du site web de Télé-Québec.

## Épisode 1
| Titre du segment        | Résumé                                                                          |
| ----------------------- | ------------------------------------------------------------------------------- |
| La présentation orale   | Rosalie Bonenfant partage ses conseils pour les présentations orales.           |
| Les statistiques        | Phil Roy explique les statistiques en dessin.                                   |
| Histoires autochtones   | Petit cours d'histoire autochtone avec Brad Gros-Louis.                         |
| L'école de la vie       | Pier-Luc et Catherine expliquent les risques d'une infodémie.                   |
| Les genres littéraires  | Julien Corriveau trace un portrait des genres littéraires et partage son top 5. |
| Histoire de quarantaine | Marianne Verville raconte l'histoire de la première épidémie du Québec.         |

## Épisode 2
| Titre du segment          | Résumé |
| ------------------------- | --- |
| Questions de biologie     | Guillaume Pineault répond aux questions des étudiants à propos des effets sur le corps que provoquent certaines habitudes quotidiennes. |
| La poussée d'Archimède    | Massi Mahiou explique pourquoi certains légumes flottent et d'autres non à l'aide de la poussée d'Archimède.                            |
| Club de lecture           | Catherine partage ses coups de cœur littéraires dans son club de lecture.                                                               |
| La vie sur Terre          | Pierre-Yves Lord explique pourquoi il n'y a que la Terre qui peut abriter la vie.                                                       |
| Problème de mathématiques | Grâce aux mathématiques, Phil Roy trace le trajet du rayon d'un kilomètre autour de sa maison dans lequel il peut faire son jogging.    |
| La dictée Croco Choco Pop | Debbie Lynch-White fait la lumière sur certaines notions de français grâce à sa dictée Croco Choco Pop!                                 |

## Épisode 3
| Titre du segment        | Résumé |
| ----------------------- | --- |
| Les temps de verbe      | Julien Corriveau a sa façon bien à lui de t'aider à conjuguer le verbe « sortir » à tous les temps!                                                                                            |
| La liberté d'expression | Louis T. aborde la liberté d'expression, ses limites et ses conséquences. |
| Fausse nouvelle         | Marianne Verville parle de l'importance de développer son esprit critique et fait un parallèle avec l'histoire d'Orson Wells, une des fausses nouvelles les plus spectaculaires de l'histoire. |
| Décore tes maths        | Phil Roy démontre que les maths peuvent être utiles dans le quotidien en abordant les notions de surface, de périmètre et même de finance alors qu'il redécore son bureau!                     |
| Vocabulaire riche       | Rosalie Bonenfant partage une liste de mots dont elle a un jour cherché les définitions. À quoi sert un vocabulaire riche dans la vie quotidienne?                                             |
| Trucs mnémotechniques   | Pier-Luc donne quelques-uns de ses trucs mnémotechniques pour se rappeler comment bien jouer du ukulélé!                                                                                       |

## Épisode 4
| Titre du segment                                                                | Résumé |
| ------------------------------------------------------------------------------- | --- |
| Les phases de la Lune                                                           | Pierre-Yves Lord aborde les phases de la Lune. |
| La consommation responsable                                                     | Louis T. s'intéresse à la consommation locale. Acheter local, est-ce vraiment possible? Quels défis cela représente-t-il? Quels sont les obstacles qui nous empêchent d'y arriver? |
| L'importance de consommer de la musique locale                                  | Catherine encourage la consommation de musique locale en proposant quelques artistes d'ici.                                                                                        |
| L'origine des mots                                                              | À l'aide de plusieurs objets qu'elle trouve chez elle, Debbie Lynch-White nous apprend l'origine de plusieurs mots.                                                                |
| Le rôle des protéines, des glucides et des lipides                              | Guillaume Pineault se prépare un sandwich et nous parle de groupes alimentaires, types d'aliments et valeur énergétique des aliments.                                              |
| Le mode de vie des Autochtones                                                  | Brad Gros-Louis décrit le mode de vie traditionnel des Algonquiens, des Iroquoiens et des Inuits et la façon de vivre des Autochtones de nos jours.                                |
| Les bienfaits d'apprendre une langue seconde sur le cerveau et la communication | Catherine parle des bienfaits d'apprendre une langue seconde pour le cerveau et pour faciliter les interactions sociales en voyage.                                                |

## Épisode 5
| Titre du segment                                           | Résumé |
| ---------------------------------------------------------- | --- |
| Les mathématiques en cuisine : poids, volume et conversion | Tout en essayant de cuisiner une recette, Phil Roy doit maîtriser quelques notions mathématiques : proportions, conversion des mesures, poids, volumes et fractions.    |
| Le système musculosquelettique                             | Guillaume Pineault explique la fonction des os, des articulations et des muscles. Il aborde les types de muscles et les mouvements articulaires.                        |
| Les figures de style                                       | Rosalie Bonenfant aborde les figures de style sous tous les angles : métaphore, comparaison, répétition, hyperbole, euphémisme, litote, oxymore et antiphrase.          |
| La cinématique: la chute libre                             | Massi Mahiou explique les principes fondamentaux de la chute libre en faisant tomber des objets par terre (mouvement des projectiles).                                  |
| L'autosuffisance alimentaire                               | Marianne Verville fait un lien entre son propre jardin de pousses et l'autosuffisance alimentaire. Elle parle du mode de vie des Autochtones en relation avec ce thème. |

## Épisode 6
| Titre du segment                                   | Résumé |
| -------------------------------------------------- | --- |
| Des exemples de comètes et d'impacts météoritiques | Pierre-Yves Lord définit les comètes et les impacts météoritiques, les cratères et les astroblèmes. Il présente les impacts qui ont eu lieu au Québec.                             |
| La naissance de l'écriture                         | Olivier Martineau passe en revue les principes ayant guidé l'apparition de l'écriture en Mésopotamie.                                                                              |
| L'entrainement à la maison avec Meaghan Benfeito   | Catherine rencontre l'athlète olympique Meaghan Benfeito qui s'entraîne au plongeon à la maison.                                                                                   |
| Les cinq sens décortiqués                          | Guillaume Pineault décrit le fonctionnement des récepteurs sensoriels : œil, oreille, langue, nez et peau, qui sont sollicités dans son passe-temps favori, écouter la télévision! |
| Critique du roman La déesse des mouches à feu      | Catherine fait une critique du roman « La déesse des mouches à feu » de Geneviève Pettersen.                                                                                       |
| Un atelier de jeu clownesque                       | Vincent Léonard démontre les différentes techniques de jeu clownesque et présente les divers types de clowns.                                                                      |
| Les figures de style en poésie                     | Ludivine Reding partage son amour de la poésie. Elle décrit ce genre littéraire et témoigne de la richesse des métaphores qu'on y retrouve.                                        |

## Épisode 7
| Titre du segment                           | Résumé |
| ------------------------------------------ | --- |
| Les anglicismes                            | Virginie Fortin explique les différents types d'anglicismes. |
| La force gravitationnelle                  | Pierre-Yves Lord démontre le concept de la force gravitationnelle. |
| L'avenir de l'humanité                     | Avec tout ce qui se passe en ce moment, Louis T. se demande si on a raison d'être optimiste face à l'avenir?                                                                   |
| La famille québécoise à travers l'histoire | Catherine parle de la taille des familles à travers les différentes époques au Québec.                                                                                         |
| Les filles du roi                          | Léane Labrèche-Dor raconte comment les filles du roi ont changé la Nouvelle-France.                                                                                            |
| Les registres de langue                    | À travers sa passion pour le théâtre, Debbie Lynch-White exprime différents registres de langue, du plus soutenu au plus familier, en adaptant une scène classique de Molière. |

## Épisode 8
| Titre du segment                      | Résumé |
| ------------------------------------- | --- |
| Le virelangue                         | Catherine et Pier-Luc pratiquent leur diction.                                                                  |
| Le calcul mental                      | François Bellefeuille donne des trucs pour effectuer des calculs mentaux.                                       |
| Quelques règles d'orthographe         | Rosalie Bonenfant parle de quelques règles d'orthographe importantes.                                           |
| L'élaboration d'un budget             | Catherine et Pier-Luc conçoivent un budget.                                                                     |
| Se lancer dans la course à pied       | Marianne St-Gelais énumère les bienfaits de la course à pied et donne des conseils aux coureurs qui débutent.   |
| L'apparition du commerce au Moyen Âge | Marianne Verville parle de l'apparition du commerce au Moyen Âge et de l'origine du mot budget.                 |
| Le frottement et l'adhérence          | Massi Mahiou explique le lien entre le frottement et l'adhérence et énumère des exemples de la vie quotidienne. |

## Épisode 9
| Titre du segment                              | Résumé |
| --------------------------------------------- | --- |
| Les stratégies d'écoute                       | Ludivine Reding décrit les principales stratégies d'écoute.                                                                |
| La résolution d'équations algébriques         | François Bellefeuille explique comment résoudre des équations algébriques à l'aide de jouets.                              |
| Le théâtre de marionnettes                    | Vincent Léonard illustre les rudiments du théâtre de marionnettes.                                                         |
| La construction d'un argumentaire             | Debbie Lynch-White démontre comment construire un argumentaire solide.                                                     |
| Le partage de territoire avec les Autochtones | Guillaume Vermette discute des enjeux de partage, de développement et d'harmonisation avec les modes de vie traditionnels. |

## Épisode 10
| Titre du segment                                | Résumé |
| ----------------------------------------------- | --- |
| Les palliers gouvernementaux et la constitution | Pier-Luc décrit les compétences des deux gouvernements.                                                                                                |
| Les préfixes et les suffixes décortiqués        | Virginie Fortin explique comment les préfixes et les suffixes peuvent complètement changer le sens des mots.                                           |
| L'évolution des droits et libertés des femmes   | Léane Labrèche-Dor relate quelques moments importants du mouvement féministe.                                                                          |
| L'équité salariale                              | Pier-Luc explique la différence entre les notions d'égalité et d'équité salariales.                                                                    |
| Le calcul d'une médiane                         | En se servant d'un problème simple (utilisation du papier de toilette dans son entourage) François Bellefeuille calcule la médiane d'une distribution. |
| L'importance du dialogue                        | Louis T. réfléchit à ce qui favorise une bonne communication.                                                                                          |
| L'entraînement à la maison                      | Marianne St-Gelais et sa sœur proposent des exercices à faire à la maison pour garder la forme.                                                        |

## Épisode 11
| Titre du segment                                  | Résumé |
| ------------------------------------------------- | --- |
| La chienne à Jacques                              | Pier-Luc explique d'où vient l'expression « la chienne à Jacques ». |
| Les mesures de tendance centrale et de dispersion | Kevin Raphaël part de la perception répandue que Carey Price est le meilleur gardien de but de la ligue pour expliquer les statistiques, la médiane, la moyenne, l'étendue. |
| Le point-virgule                                  | Katherine Levac montre comment utiliser le point-virgule et explique pourquoi la ponctuation est si importante pour se faire comprendre et éviter les malentendus!          |
| Les grandes explorations                          | Olivier Martineau explique ce qui a motivé les Européens à prendre la mer et parle des outils technologiques qu'ils ont développés.                                         |
| La balistique et le mouvement oblique             | Massi Mahiou démontre le mouvement des objets lancés obliquement (mouvement des projectiles).                                                                               |
| Les risques naturels en milieu urbain             | Guillaume Vermette parle des risques naturels en territoire urbain en donnant des exemples vécus en Haïti et aux Philippines.                                               |

## Épisode 12
| Titre du segment                   | Résumé |
| ---------------------------------- | --- |
| Les fonctions électriques          | En partant d'un projet personnel lié à l'électricité, Stéphane Bellavance présente les différentes fonctions électriques telles que la conductivité. |
| La création d'une œuvre dramatique | Vincent Léonard explique les différents éléments qui composent une œuvre dramatique.                                                                 |
| L'orthographe rectifiée expliquée  | Katherine Levac décrit les mythes et les réalités de l'orthographe rectifiée.                                                                        |
| La division de fractions           | À l'aide d'objets en blocs, François Bellefeuille explique la division de fractions.                                                                 |
| Les stratégies de lecture          | Ludivine Reding aborde les diverses stratégies de lecture.                                                                                           |
| Critique du film Incendies         | Pier-Luc fait une critique du film Incendies de Denis Villeneuve.                                                                                    |

## Épisode 13
| Titre du segment                         | Résumé |
| ---------------------------------------- | --- |
| La Première Guerre mondiale en 4 minutes | Mehdi Bousaidan présente les grands enjeux de la Première Guerre mondiale, ses causes, son déroulement et ses conséquences.                              |
| Le théorème de Pythagore                 | Kevin Raphaël se sert du football pour aborder le théorème de Pythagore : les positions du quart-arrière et des receveurs forment un triangle rectangle. |
| La fabrication d'un vaccin               | Stéphane Bellavance explique de façon imagée comment on procède pour préparer un vaccin.                                                                 |
| Le handball américain                    | Marianne St-Gelais parle d'une forme de handball qui se joue 1 contre 1 ou 2 contre 2.                                                                   |
| Les difficultés du mot tout              | Patrice Bélanger démontre comment on accorde le mot « tout » selon sa nature.                                                                            |

## Épisode 14
| Titre du segment                                                | Résumé |
| --------------------------------------------------------------- | --- |
| Les intérêts composés                                           | Alexandre Barrette montre le fonctionnement des intérêts simples et composés.                                                                            |
| Le jeu comique et dramatique                                    | Vincent Léonard présente le jeu comique et dramatique grâce à une recette de biscuits.                                                                   |
| Le texte argumentatif                                           | Ludivine Reding explique comment organiser et structurer un texte argumentatif.                                                                          |
| Critique du livre Sapiens                                       | Catherine fait une critique du livre « Sapiens » de Yuval Noah Harari.                                                                                   |
| Les Premières Nations : la transmission du savoir par les aînés | Brad Gros-Louis parle de la façon dont les traditions sont transmises d'une génération à l'autre, et souligne l'importance des aînés dans sa communauté. |
| Les compléments directs et indirects                            | Virginie Fortin explique les règles d'utilisation des compléments directs et indirects.                                                                  |

## Épisode 15
| Titre du segment                 | Résumé |
| -------------------------------- | --- |
| Les opérations sur les polynômes | Rosalie Vaillancourt exécute des opérations sur des polynômes pour les simplifier.                                                         |
| La sédentarisation de l'humain   | Olivier Martineau parle du passage de l'être humain nomade à l'être humain sédentaire.                                                     |
| Le processus d'écriture          | Katherine Levac écrit un numéro d'humour en expliquant le processus d'écriture : planification, rédaction, révision, évaluation.           |
| Les types de leviers             | Stéphane Bellavance parle des machineries simples en décrivant l'avantage mécanique de différents types des leviers dans des applications. |
| L'agriculture à risque           | Guillaume Vermette illustre ce qu'est un territoire agricole en zone risquée en donnant l'exemple du Bangladesh.                           |

## Épisode 16
| Titre du segment                         | Résumé |
| ---------------------------------------- | --- |
| Le miroir plan                           | Martin Carli explique son métier de magicien et l'utilisation de l'optique. Il aborde la notion de miroir plan.                                                                           |
| L'ordre de priorités d'opérations        | Pierre-Yves Roy-Desmarais explique comment résoudre une chaîne d'opérations à l'aide de PEDMAS.                                                                                           |
| L'état romain                            | Léane Labrèche-Dor illustre comment la politique romaine est à la base de bien des choses qui font partie de notre quoditien comme l'organisation administrative, juridique et politique. |
| Critique de La femme qui fuit            | Catherine fait une critique du livre La femme qui fuit, d'Anaïs Barbeau-Lavalette. |
| L'accord du participe passé avec avoir   | Patrice Bélanger démontre comment accorder le participe passé avec avoir. |
| S'entraîner avec des objets de la maison | Marianne St-Gelais donne plusieurs trucs pour s'entraîner à la maison lorsqu'on n'a pas de matériel d'entraînement professionnel sous la main.                                            |
| Le consentement                          | Catherine discute de consentement et de sextos. |

## Épisode 17
| Titre du segment                                    | Résumé |
| --------------------------------------------------- | --- |
| L'importance de la vitesse pour l'énergie cinétique | Laurent Duvernay-Tardif démontre la relation entre l'énergie cinétique, la masse et la vitesse.                          |
| La théorie des graphes et des réseaux               | Rosalie Vaillancourt illustre les graphes et la recherche du chemin critique.                                            |
| Le tourisme responsable                             | Guillaume Vermette explique ce qu'est le tourisme de masse et ses conséquences sur les espaces fréquentés dans le monde. |
| La romanisation                                     | Léane Labrèche-Dor brosse un portrait du peuple romain vu sous l'angle culturel.                                         |
| Les difficultés du participe passé avec avoir       | Dans cette deuxième capsule sur l'accord des PPA, Patrice Bélanger explique comment identifier les compléments directs.  |

## Épisode 18
| Titre du segment                                          | Résumé |
| --------------------------------------------------------- | --- |
| L'insomnie                                                | Catherine et Pier-Luc donnent des trucs pour mieux dormir.                                                                                               |
| Les rapports trigonométriques : sinus, cosinus, tangente. | En se servant d'une situation de tir au but, Kevin Raphaël calcule l'angle de son tir à l'aide des rapports trigonométriques.                            |
| Les propriétés des matériaux                              | Stéphane Bellavance veut construire une tablette. Le choix du bon matériau sera l'occasion de passer en revue les propriétés de certains matériaux.      |
| La garantie légale                                        | Catherine et Pier-Luc discutent de garantie légale. |
| Les anglicismes syntaxiques                               | Étant originaire de l'Ontario, Katherine Levac nous explique les anglicismes les plus courants de son quotidien.                                         |
| Les défis relationnels en confinement                     | Catherine et Pier-Luc abordent les défis relationnels avec les parents et avec les amoureux en temps de confinement.                                     |
| Le fumeur artificiel                                      | Rachid Badouri reproduit une expérience : à l'aide de matériel simple, il capture et filtre la fumée d'une cigarette pour démontrer ce qu'elle contient. |
| La Grande Dépression... en 4 minutes                      | Mehdi Bousaidan présente les causes, le déroulement et les conséquences de la crise économique de 1929.                                                  |

## Épisode 19
| Titre du segment                         | Résumé |
| ---------------------------------------- | --- |
| Le diagramme de Venn                     | À l'aide d'un diagramme de Venn, Rosalie Vaillancourt calcule les probabilités qu'elle se trouve un chum détenant un de ses trois critères précis. |
| Le fonctionnement du système immunitaire | Laurent Duvernay-Tardif explique les trois lignes de défense du corps humain contre les invasions.                                                 |
| L'utilisation de la virgule              | Virginie Fortin enseigne les règles entourant l'utilisation de la virgule.                                                                         |
| Critique du film C. R. A. Z. Y.          | Pier-Luc fait la critique du film C. R. A. Z. Y. de Jean-Marc Vallée.                                                                              |
| La concentration/dilution des solutions  | Martin Carli démontre les propriétés des solutions; la concentration et la dilution.                                                               |

## Épisode 20
| Titre du segment                                   | Résumé |
| -------------------------------------------------- | --- |
| La fonction affine                                 | Julien Corriveau utilise le concept de la fonction affine pour calculer combien de temps il faudra à ses cheveux pour toucher par terre.                                                                |
| La transformation de l'énergie par les outils      | En expliquant les transformations d'énergie qui se trouvent dans un outil électrique, Laurent Duvernay-Tardif démontre que, pour l'énergie aussi, rien ne se perd, rien ne se crée, tout se transforme. |
| La consommation énergétique                        | Catherine donne des trucs pour diminuer notre consommation énergétique. |
| L'histoire du joual                                | Patrice Bélanger définit ce qu'est le joual et en fait l'historique. |
| Discussion avec le nutritionniste Martin Fréchette | Catherine discute d'alimentation avec le nutritionniste Martin Fréchette. |
| La résolution d'un système d'équations             | Rosalie Vaillancourt explique comment résoudre un système d'équations de 1er degré. |

## Épisode 21
| Titre du segment                                                  | Résumé |
| ----------------------------------------------------------------- | --- |
| Roméo et Juliette                                                 | Catherine fait la critique de Roméo et Juliette et discute de ses adaptations à travers le temps.                |
| La métropole                                                      | Alice Morel-Michaud explique ce qu'est une métropole.                                                            |
| Le balancement d'équations en chimie                              | À l'aide d'expériences, Martin Carli démontre le balancement d'équations en chimie.                              |
| La Révolution tranquille                                          | Mehdi Bousaidan décrit les causes, le déroulement et les conséquences de la Révolution tranquille au Québec.     |
| Les femmes et la Révolution tranquille                            | Catherine parle des femmes en politique à la suite de la Révolution tranquille.                                  |
| Le calcul de volume d'un cylindre à l'aide de solides équivalents | À l'aide de verres de différents formats, Pierre-Yves Roy-Desmarais s'attaque au calcul du volume des cylindres. |
| Les types de phrases                                              | Yannick DeMartino illustre les différents types de phrases.                                                      |
| La semaine internationale des infirmières                         | Catherine souligne la semaine internationale des infirmières.                                                    |

## Épisode 22
| Titre du segment                                                    | Résumé |
| ------------------------------------------------------------------- | --- |
| Le dictionnaire comme outil de recherche                            | Frédérique Dufort parle de son affection toute particulière pour le dictionnaire et donne des trucs pratiques pour bien l'utiliser.                                |
| L'effet de serre                                                    | Maude Carmel se lance dans son sujet de prédilection : l'environnement. Elle parle des conséquences de l'augmentation du CO2 et donne quelques pistes de solution. |
| Confidences et confinement : crise de panique et acceptation de soi | Catherine et Pier-Luc répondent aux questions des jeunes sur les crises de panique et l'acceptation de soi.                                                        |
| Le territoire industriel                                            | Alice Morel-Michaud aborde le sujet du territoire industriel, sa localisation, ses caractéristiques et son aménagement.                                            |
| Les fractions équivalentes                                          | Julien Corriveau explique les fractions équivalentes en transformant une vieille paire de jeans en pantalon 3/4.                                                   |
| Le coût d'une longue douche                                         | Rachid Badouri calcule le coût d'une longue douche, puis parle ensuite de son coût environnemental.                                                                |

## Épisode 23
| Titre du segment                                                   | Résumé |
| ------------------------------------------------------------------ | --- |
| Les courants littéraires                                           | Émile Roy parle de son défi de lecture de 40 livres en quarantaine et aborde les grands courants littéraires auxquels ces livres appartiennent. |
| L'électromagnétisme et l'induction électromagnétique               | Martin Carli explique le principe de l'électromagnétisme en construisant un électroaimant.                                                      |
| Les bonnes habitudes de vie                                        | Charline Labonté crée un journal hebdomadaire pour adopter de bonnes habitudes de vie.                                                          |
| L'hygiène de vie                                                   | Catherine partage ses trucs pour maintenir une bonne hygiène de vie.                                                                            |
| Transformation de l'énergie potentielle en énergie cinétique       | Laurent Duvernay-Tardif calcule la vitesse qu'atteint un ballon de football lorsqu'il tombe d'une hauteur de 10 mètres.                         |
| Les types de probabilités : théorique, fréquentielle et subjective | À l'aide d'exemples concrets, Pierre-Yves Roy-Desmarais décrit les différents types de probabilités : théorique, fréquentielle et subjective.   |

## Épisode 24
| Titre du segment                                  | Résumé |
| ------------------------------------------------- | --- |
| Le dénombrement en probabilités                   | Anne-Élisabeth Bossé se demande quel est le nombre de combinaisons possible pour ouvrir son coffre-fort.                           |
| La Deuxième Guerre mondiale... en 4 minutes       | Mehdi Bousaidan aborde le déclenchement de la Deuxième Guerre mondiale, les grands enjeux ainsi que ce qui a mis fin à ce conflit. |
| La semaine des quatre jeudis                      | Pier-Luc explique la signification, l'origine et l'évolution de l'expression « la semaine des quatre jeudis ».                     |
| La différence entre les banquises et les glaciers | Rachid Badouri fait une expérience pour montrer la différence entre l'eau chaude et l'eau salée, puis l'eau froide et l'eau douce. |
| La fonte des glaciers                             | Pier-Luc fait une démonstration de la fonte des glaciers.                                                                          |
| Les néologismes                                   | Virginie Ranger-Beauregard aborde les néologismes : comment et pourquoi de nouveaux mots se retrouvent dans le dictionnaire.       |
| L'analyse de fonction                             | Alexandre Barrette explique les fonctions.                                                                                         |

## Épisode 25
| Titre du segment                     | Résumé |
| ------------------------------------ | --- |
| Le commerce de la fourrure           | Patrice Michaud décrit les étapes du commerce de la fourrure en Nouvelle-France. |
| Le commerce du bois                  | Pier-Luc raconte l'histoire du commerce du bois. |
| Les notes et le rap                  | Sarahmée se sert d'une de ses chansons pour expliquer les différentes valeurs de notes (ronde, blanche, noire, etc. )                                                                        |
| Le calcul de pourcentages            | Pierre-Yves Roy-Desmarais reçoit une commande de pizza à la maison et doit calculer mentalement les pourcentages liés aux taxes et au pourboire.                                             |
| Le pourboire                         | Pier-Luc démontre comment fonctionne le pourboire et comment le calculer. |
| Le schéma actanciel                  | Pour illustrer le schéma actanciel (héros, quête, adjuvant, etc. ) Yannick De Martino raconte un de ses classiques, le film « Karaté Kid ».                                                  |
| L'hérédité                           | Maude Carmel partage sa passion pour la génétique. Chaque père et chaque mère passent des caractères à leurs enfants, qui héritent des combinaisons de leurs allèles dominants ou récessifs. |
| Pierre qui roule n'amasse pas mousse | Pier-Luc explique la signification de l'expression « pierre qui roule n'amasse pas mousse ».                                                                                                 |

## Épisode 26
| Titre du segment                   | Résumé |
| ---------------------------------- | --- |
| Pirouette et équilibre             | Lydia Bouchard présente l'une des figures les plus connues de la danse classique : la pirouette. Elle parle d'équilibre autant physique que mental.                                                |
| Le jugement                        | Pier-Luc discute du jugement, une fonction qui permet de prendre des décisions éclairées. |
| La création intuitive              | Mathieu Lafontaine (alias Claude Cobra) réveille l'artiste qui sommeille en vous grâce à deux exercices simples : le dessin sans dessin et la création d'une œuvre abstraite à partir d'une tache. |
| Le territoire autochtone américain | Melissa Mollen Dupuis aborde les territoires autochtones en Amérique du Nord et leurs caractéristiques.                                                                                            |
| La Journée nationale des patriotes | Pier-Luc explique pourquoi on souligne l'importance de la lutte des patriotes de 1837. |
| La mise en marche d'un vaccin      | Rachid Badouri décrit le processus de mise en marché d'un vaccin. |
| La création de personnages         | À partir d'éléments de caractérisation, Frédérique Dufort crée des personnages pour une histoire inventée.                                                                                         |

## Épisode 27
| Titre du segment               | Résumé |
| ------------------------------ | --- |
| L'alphabet radio international | Pier-Luc illustre l'alphabet radio international.                                                                                                |
| Avoir un emploi                | Maripier Morin aborde les responsabilités de l'employé et celles de l'employeur.                                                                 |
| L'entrevue d'embauche          | Pier-Luc donne des trucs pour passer un entretien d'embauche.                                                                                    |
| Le passé simple                | À travers quelques essais et erreurs ancrés dans son quotidien, Émile Roy tente de trouver la bonne façon d'utiliser les verbes au passé simple. |
| Critique du film « Mommy »     | Pier-Luc fait la critique du film « Mommy » , de Xavier Dolan.                                                                                   |
| Les principes de coordination  | Charline Labonté travaille la coordination avec une échelle d'agilité au sol ainsi qu'avec la jonglerie.                                         |
| La corrélation linéaire        | Kevin Raphaël associe basketball et mathématiques pour expliquer la notion de corrélation linéaire.                                              |
| Le territoire forestier        | Mylène St-Sauveur définit ce qu'est un territoire forestier en expliquant le rôle de la forêt et comment les humains utilisent ce territoire.    |

## Épisode 28
| Titre du segment                       | Résumé |
| -------------------------------------- | --- |
| La cellule                             | Guillaume Pineault aborde les matières vivantes et non vivantes avec comme point de départ la cellule.                    |
| L'adaptation                           | Pier-Luc et Catherine démontrent comment les humains sont des êtres qui s'adaptent constamment.                           |
| Les femmes en musique                  | Sarahmée brosse un portrait de la place des femmes dans l'histoire de la musique, de la Renaissance à aujourd'hui.        |
| La place des femmes en musique         | Pier-Luc et Catherine discutent de la place des femmes dans le milieu de la musique aujourd'hui.                          |
| La subordonnée relative                | À partir d'une phrase simple déclinée sous plusieurs formes, Virginie Ranger-Beauregard explique la subordonnée relative. |
| L'importance des abeilles              | Pier-Luc et Catherine brossent un portrait des abeilles et démontrent comment on dépend d'elles.                          |
| Les droites remarquables               | Anne-Élisabeth Bossé décrit les quatre droites remarquables : la médiane, la médiatrice, la bissectrice et la hauteur.    |
| L'humanisme à travers Léonard de Vinci | Brad Gros-Louis présente le mouvement humaniste durant la Renaissance à travers les œuvres de Léonard de Vinci.           |

## Épisode 29
| Titre du segment                                                                 | Résumé |
| -------------------------------------------------------------------------------- | --- |
| Journée mondiale de la diversité culturelle pour le dialogue et le développement | Catherine présente la Journée mondiale de la diversité culturelle pour le dialogue et le développement.                                                                  |
| La bataille des plaines d'Abraham                                                | Patrice Michaud raconte la bataille des plaines d'Abraham dans le contexte de la guerre de la Conquête.                                                                  |
| Les parcs naturels canadiens                                                     | Mylène St-Sauveur explique comment on peut assurer un équilibre entre la fréquentation d'un parc naturel et sa protection. Le cas du parc national de Banff sera abordé. |
| Entrevue avec Florence Longpré                                                   | Catherine s'entretient avec la créatrice de la série « M'entends-tu? » , Florence Longpré.                                                                               |
| Le vocabulaire associé à l'algèbre                                               | Virginie Fortin explique le vocabulaire associé à l'algèbre et se sert de l'étymologie pour aider sa compréhension.                                                      |
| Maipoils                                                                         | Catherine discute de Maipoils, un événement qui invite à donner une place au poil durant tout le mois de mai. C'est aussi l'occasion d'aborder le stéréotype de genre.   |
| Les arts et la méditation                                                        | Félix-Antoine Tremblay parle de son rapport avec la méditation et d'une façon moins connue de la pratiquer : le dessin.                                                  |
| La compréhension de lecture d'un texte narratif                                  | Frédérique Dufort propose des façons de s'intéresser aux livres par la compréhension de lecture (interprétation, réaction, appréciation).                                |

## Épisode 30
| Titre du segment                                    | Résumé |
| --------------------------------------------------- | --- |
| La toponymie                                        | Catherine discute de toponymie et de nom de rue.                                                                                   |
| L'autoportrait                                      | Mathieu Lafontaine réalise son autoportrait à l'aide de son alter ego… Claude Cobra.                                               |
| Le rougissement                                     | Catherine aborde le rougissement en réponse à une montée d'adrénaline.                                                             |
| Les types de publicités                             | Maripier Morin parle des différents types de publicité en donnant des exemples concrets.                                           |
| Critique du livre « Ce qu'on respire sur Tatouine » | Catherine fait une critique du livre « Ce qu'on respire sur Tatouine », de Jean-Christophe Réhel.                                  |
| Les types de narrations                             | Yannick De Martino raconte une histoire en utilisant différents types de narration.                                                |
| La fonction exponentielle                           | À l'aide de la fonction exponentielle, Silvi Tourigny explique la vitesse à laquelle les puces se multiplient sur le chat Caramel. |
| Le territoire protégé                               | Alice Morel-Michaud explique ce qu'est un territoire protégé en donnant l'exemple des îles Galápagos.                              |

## Épisode 31
| Titre du segment                                                                  | Résumé |
| --------------------------------------------------------------------------------- | --- |
| Le langage verbal, non verbal et paraverbal                                       | Catherine Ethier aborde le langage verbal, non verbal et paraverbal en communication orale.                                                                                |
| Le ministre Roberge répond aux questions des jeunes - partie 1                    | Le ministre de l'Éducation et de l'Enseignement supérieur, Jean-François Roberge, répond aux questions des jeunes.                                                         |
| Cuisiner à l`ère du nouveau guide alimentaire canadien                            | Félix-Antoine Tremblay donne les grandes lignes du guide alimentaire canadien. Il improvise un délicieux déjeuner nutritif en utilisant ce qu'il a dans son réfrigérateur. |
| Le ministre Roberge répond aux questions des jeunes - partie 2                    | Le ministre de l'Éducation et de l'Enseignement supérieur, Jean-François Roberge, répond aux questions des jeunes.                                                         |
| Expo 67                                                                           | Patrice Michaud décortique l'exposition universelle de 1967 à Montréal, un événement qui a marqué l'histoire.                                                              |
| L'examen du ministre                                                              | Pier-Luc fait passer un examen au ministre de l'Éducation et de l'Enseignement supérieur, Jean-François Roberge.                                                           |
| Résoudre algébriquement un système d'équations du premier degré à deux variables. | Sous forme de jeu d'évasion, Virginie Fortin résout algébriquement un système d'équations du premier degré à deux variables.                                               |

## Épisode 32
| Titre du segment                    | Résumé |
| ----------------------------------- | --- |
| Revue des films Star Wars           | Pier-Luc revoit la série des films Star Wars dont le premier est sorti en 1977.                                                               |
| La loi des cosinus                  | Rosalie Vaillancourt veut se prendre un autoportrait parfait. Elle cherche le meilleur angle à l'aide de la loi des cosinus dans un triangle. |
| Les éléments-clés du roman policier | Émile Roy revise les éléments-clés du roman poilcier : enquêteur, crime, suspect, coupable, mobile.                                           |
| Le monstre du Loch Ness             | Pier-Luc explique la légende du monstre du Loch Ness, Nessi. Est-ce un mythe ou une réalité?                                                  |
| La Révolution française             | Olivier Martineau nous explique la Révolution française de 1789 en jouant chacun de ces personnages clés.                                     |
| Grand écart et flexibilité          | Lydia Bouchard enseigne le grand écart. Elle aborde la flexibilité, mais aussi la persévérance et la discipline.                              |
| Le système digestif                 | Guillaume Pineault fait le tour des différents constituants du système digestif. De la mastication à l'expulsion.                             |

## Épisode 33
| Titre du segment                                    | Résumé |
| --------------------------------------------------- | --- |
| Comment faire sa lessive                            | École de la vie : Pier-Luc et Catherine expliquent comment faire sa lessive. |
| La peine d'amour                                    | Pier-Luc et Catherine répondent aux questions des jeunes sur la peine d'amour. |
| La rupture de la chronologie dans le récit narratif | À travers un récit inventé, Yannick De Martino illustre la rupture de chronologie, dont le retour en arrière. |
| La technique vocale                                 | Mélissa Bédard démontre avec passion les différents aspects de la technique vocale : projection, appui, posture, respiration. |
| Les taxes et les impôts                             | Maripier Morin explique pourquoi on paye des impôts et des taxes, et comment ça fonctionne. |
| Le calcul de la distance entre deux points          | Silvi Tourigny calcule quelle distance elle doit parcourir pour ramasser tous les jouets qui trainent dans sa cour. Pour ce faire, elle utilise la formule de la distance entre deux points (lien avec la relation de Pythagore). |
| Les séquences mathématiques en 4e secondaire        | Anne-Élisabeth Bossé explique les différentes séquences mathématiques qu'il est possible de choisir en 4e secondaire : CST, TS, SN.                                                                                               |

## Épisode 34
| Titre du segment                              | Résumé |
| --------------------------------------------- | --- |
| L'analyse d'une œuvre                         | Juliette Gosselin analyse l'œuvre L'École d'Athènes, du peintre Raphaël, en répondant aux questions qui, quoi, quand, où, c'est quoi.                                                            |
| La majuscule dans divers noms propres         | Sous forme de quiz, Émile Roy démontre quand on doit utiliser les majuscules dans les noms propres.                                                                                              |
| La mode écologique                            | Catherine discute des avantages d'opter pour la mode écoresponsable plutôt que pour la « fast fashion ».                                                                                         |
| La proportionnalité                           | Rosalie Vaillancourt est une star de country internationale et vend des albums à l'étranger. Elle utilise les proportions pour convertir les devises et ainsi calculer ses revenus à l'étranger. |
| L'aspect psychologique de la danse            | Lydia Bouchard démontre qu'en danse on n'a pas uniquement besoin que son corps soit en forme. Son esprit doit l'être aussi.                                                                      |
| L'inégalité dans la répartition des richesses | Rosalie Bonenfant parle de certains pays riches qui s'approprient les ressources de pays plus pauvres, renforçant ainsi le déséquilibre dans le partage des richesses.                           |

## Épisode 35
| Titre du segment                          | Résumé |
| ----------------------------------------- | --- |
| Les pléonasmes                            | Catherine Ethier s'attarde aux pléonasmes parmi les plus connus tels que monter en haut, hasard imprévu et sortir dehors.                                                                        |
| Critique du livre Royal                   | Catherine fait la critique du livre Royal, de Jean-Philippe Baril Guérard. |
| Les troubles alimentaires                 | Félix-Antoine Tremblay aborde les quatre principaux troubles alimentaires : l'anorexie, la boulimie, l'hyperphagie et la bigorexie.                                                              |
| Entrevue avec Jean-Philippe Baril Guérard | Catherine reçoit l'auteur du livre Royal : Jean-Philippe Baril Guérard. |
| Épargne ou crédit?                        | Maripier Morin parle d'épargne et de crédit en expliquant différentes notions comme le CELI, le REER et la carte de crédit.                                                                      |
| Le commerce équitable                     | Alice Morel-Michaud décrit le commerce équitable et ses avantages. |
| Espérance mathématique                    | Silvi Tourigny utilise l'espérance mathématique positive dans le contexte de pige d'une bille dans un sac en contenant plusieurs, et l'espérance négative dans le contexte d'une levée de fonds. |

## Épisode 36
| Titre du segment                       | Résumé |
| -------------------------------------- | --- |
| Les pensées intrusives                 | Pier-Luc explique ce que sont les pensées intrusives. |
| L'interprétation d'une chanson         | Mélissa Bédard démontre comment l'interprétation d'une chanson peut modifier ce que l'auditeur perçoit de cette chanson.                                                                                      |
| La Journée mondiale des parents        | Pier-Luc appelle son père pour souligner la Journée mondiale des parents. |
| Les ensembles de nombres               | Virginie Fortin explique les ensembles de nombres, des naturels aux réels. |
| Être soupe au lait                     | Pier-Luc explique d'où vient l'expression « être soupe au lait ». |
| Comment repérer le sujet dans un texte | Frédérique Dufort présente des façons de trouver un sujet dans un texte, de le reconnaître à travers différents types de reprises (fil conducteur) : générique, pronom et périphrase, synonyme et spécifique. |
| L'explorateur David Livingstone        | Juliette Gosselin nous fait suivre le périple de l'explorateur David Livingstone et le déploiement de la colonisation de l'Afrique par les puissances européennes.                                            |
| La lumière                             | Luc Langevin parle de la lumière et de la perception des couleurs. |

## Épisode 37
| Titre du segment               | Résumé |
| ------------------------------ | --- |
| Carpe diem                     | Catherine explique l'origine de l'expression Carpe diem.                                                                                            |
| Le mode subjonctif             | Catherine Ethier démontre dans quel contexte il faut utiliser le mode subjonctif en donnant un truc mnémotechnique pour s'en souvenir.              |
| L'immigration                  | Rosalie Bonenfant explique les mouvements migratoires en donnant l'exemple de son beau-père espagnol.                                               |
| Entretien avec Rafael Pogetti  | Entretien avec le Brésilien Rafael Pogetti qui discute de son adaptation au Québec.                                                                 |
| Les relations entre les angles | Anne-Élisabeth Bossé démontre les relations entre les angles comme les correspondants, opposés par le sommet, alternes internes, alternes externes. |
| La pliométrie                  | Kevin Raphaël donne des trucs pour améliorer sa puissance musculaire.                                                                               |
| Le territoire énergétique      | Melissa Mollen Dupuis aborde l'exploitation des sables bitumineux et ses conséquences sur l'environnement.                                          |

## Épisode 38
| Titre du segment                  | Résumé |
| --------------------------------- | --- |
| Le mois de la fierté              | Catherine et Pier-Luc présentent le mois LGBTQ+. |
| La régularité d'une suite         | À l'aide des jujubes qu'il mange chaque jour, Pierre-Yves Roy-Desmarais démontre comment trouver la règle d'une suite de nombres.                                    |
| La gestion des déchets à Montréal | Mylène St-Sauveur explique comment Montréal gère ses déchets et donne des trucs pour désengorger les sites d'enfouissement.                                          |
| L'origine du drapeau de la fierté | Catherine et Pier-Luc expliquent l'origine du drapeau arc-en-ciel.                                                                                                   |
| L'histoire de la danse            | Lydia Bouchard s'intéresse aux origines de la danse : des premières manifestations jusqu'au hip hop en passant par le classicisme et le contemporain.                |
| Interligne                        | Catherine et Pier-Luc présentent de gens connus qui s'affichent comme LGBTQ+ et parlent du service Interligne.                                                       |
| La conversion d'unités            | Silvi Tourigny veut remplir sa piscine pour l'été. Elle se demande la vitesse à laquelle on peut la remplir avec un verre d'eau, le tuyau d'arrosage du voisin, etc. |
| Les adaptations comportementales  | Maude Landry explique des adaptations comportementales fascinantes : le mutualisme, le commensalisme, le parasitisme, la symbiose et la prédation.                   |

## Épisode 39
| Titre du segment                       | Résumé |
| -------------------------------------- | --- |
| La motivation                          | Pier-Luc invite à la persévérance. |
| L'atome et le tableau périodique       | Dominic Paquet part de la base en expliquant la structure d'un atome et le classement du tableau périodique. |
| Entretien avec Élémo                   | Pier-Luc fait une entrevue sur le slam avec le chanteur Élémo. |
| Le rythme et la sonorité en poésie     | Philippe-Audrey Larrue-St-Jacques démontre comment se construit un poème à travers le rythme, la sonorité et les rimes. |
| ÉLÉMO                                  | Élémo interprète un extrait de slam. |
| Rosa Parks                             | Patrice Michaud raconte l'histoire de celle qui est devenue une figure emblématique de la lutte contre la ségrégation raciale aux États-Unis : Rosa Parks.                                                                        |
| Mohammed Ali                           | Pier-Luc nous parle d'une personne inspirante, le boxeur Mohammed Ali. |
| La réfraction de la lumière            | À l'aide d'un crayon dans un verre d'eau, Luc Langevin explique le phénomène lumineux au cours duquel la lumière dévie de sa trajectoire rectiligne en changeant de vitesse lorsqu'elle passe d'un milieu transparent à un autre. |
| Les erreurs mathématiques du quotidien | Rosalie Vaillancourt donne des exemples de prix affichés contenant des erreurs mathématiques. |

## Épisode 40
| Titre du segment                           | Résumé |
| ------------------------------------------ | --- |
| La Journée mondiale de l'environnement     | Pier-Luc présente la Journée mondiale de l'environnement, lancée par l'ONU. |
| La biodiversité                            | Rosalie Bonenfant explique les causes de la disparition de certaines espèces et pourquoi il est important de préserver la biodiversité.                                                                |
| Le recyclage                               | Pier-Luc révise ce qu'on peut mettre dans son bac de recyclage. |
| Les tropismes                              | Maude Landry présente ses plantes et parle de tropisme, le mouvement des végétaux (phototropisme, géotropisme, aptotropisme, hydrotropisme).                                                           |
| L'empreinte carbone des courriels          | Pier-Luc explique la pollution créée par les courriels. |
| La fonction en escalier                    | Pierre-Yves Roy-Desmarais énumère les objets de sa vente de garage et explique sa structure de prix selon la fonction en escalier. Ainsi, à chaque tranche d'un certain montant, un rabais est offert. |
| Le sous-entraînement et le surentraînement | Félix-Antoine Tremblay parle de l'importance de s'entraîner dans le plaisir. Quand ce n'est pas le cas, nous sommes en surentraînement ou en sous-entraînement.                                        |
| La révolution russe                        | Mehdi Bousaidan raconte les événements marquants de la révolution russe. |

## Épisode 41
| Titre du segment             | Résumé |
| ---------------------------- | --- |
| La loi de Murphy             | Catherine explique la loi de Murphy, développée par Edward A. Murphy Jr. |
| Gamme et accords             | Koriass partage quelques théories musicales à partir d'un clavier : la gamme et les accords. Il démontre ce qu'il peut faire avec quelques accords simples.                                                          |
| La phrase complexe           | Catherine Ethier démontre comment complexifier une phrase simple en se servant de la juxtaposition, de la coordination et de l'insertion.                                                                            |
| La peur de se tromper        | Catherine parle de la peur de se tromper. |
| Le taux de variation         | Simon Leblanc explique comment calculer le taux de variation. |
| Le test de Bechdel           | Catherine explique le test de Bechdel, nommé d'après la dessinatrice de BD américaine Alison Bechdel. |
| La crise d'Octobre           | Mehdi Bousaidan dépeint le contexte politique et social qui a précédé la crise d'Octobre. |
| Le patrimoine urbain mondial | Melissa Mollen Dupuis discute de l'importance de préserver le patrimoine mondial urbain tel que répertorié par l'UNESCO. Elle présente aussi un patrimoine autochtone important : la ruelle Chagouamigon à Montréal. |

## Épisode 42
| Titre du segment                                                   | Résumé |
| ------------------------------------------------------------------ | --- |
| Le premier gouvernement du Parti québécois avec René Lévesque      | Guillaume Lambert raconte les événements marquants du premier gouvernement du Parti québécois avec René Lévesque.                             |
| Le droit à l'avocat                                                | Pier-Luc nous explique le droit d'avoir accès à un avocat.                                                                                    |
| La création d'un cerf-volant                                       | Claudia Bouvette donne des exemples pour diffuser l'art hors des galeries et crée un cerf-volant.                                             |
| Critique du film Maurice Richard                                   | Pier-Luc fait la critique du film Maurice Richard, réalisé par Charles Binamé.                                                                |
| La différence entre une réaction chimique et une réaction physique | À l'aide d'objets qu'il a à la maison, Dominic Paquet démontre les cinq façons de reconnaître une réaction chimique et une réaction physique. |
| L'histoire du système métrique                                     | Virginie Fortin relate l'histoire et l'évolution du système métrique.                                                                         |
| L'industrie du textile dans les pays ateliers                      | Mylène St-Sauveur explique ce que sont les pays ateliers et leur implication dans l'industrie du textile.                                     |

## Épisode 43
| Titre du segment                              | Résumé |
| --------------------------------------------- | --- |
| L'effet Dunning-Kruger                        | Pier-Luc explique l'effet Dunning-Kruger aussi appelé effet de surconfiance. |
| Les procédés humoristiques                    | Katherine Levac raconte comment construire un gag selon certains procédés humoristiques comme le rieur aveugle, l'exagération et la comparaison.                                                                                 |
| La protection du patrimoine urbain à Rome     | Lou-Pascal Tremblay parle de la ville patrimoniale de Rome et de l'enjeu de protéger ce site reconnu par l'Unesco. Il énumère les actions posées par la ville de Rome pour protéger et préserver les particularités de son site. |
| Les genres poétiques                          | Philippe-Audrey Larrue-St-Jacques présente divers styles de poésie allant du sonnet à des styles plus contemporains comme le rap.                                                                                                |
| Entrevue avec Sam-Éloi Girard                 | Pier-Luc fait une entrevue avec Sam-Éloi Girard. Il discute de la fin de son secondaire sans bal. |
| L'échauffement et l'étirement                 | Phil Roy se demande pourquoi on a des douleurs après un effort physique et comment faire pour prévenir ces douleurs. Il aborde les microdéchirures, les courbatures, et la distinction entre échauffement et étirements.         |
| L'élément, l'atome, la molécule et le composé | Catherine Ethier explique la différence entre un élément, un atome, une molécule et un composé. |

## Épisode 44
| Titre du segment                                            | Résumé |
| ----------------------------------------------------------- | --- |
| Se regarder le nombril                                      | Pier-Luc explique d'où vient l'expression «se regarder le nombril». |
| Le basketball                                               | Classe de maître de Kevin Raphael sur le basketball. Au programme : dribble, lancer franc et double pas.                                                                 |
| L'utilisation du vouvoiement                                | Pier-Luc discute de politesse, plus spécifiquement de l'utilisation du vouvoiement.                                                                                      |
| Vivre près d'un risque naturel à San Francisco              | Guillaume Lambert aborde les territoires urbains à risque, en particulier San Francisco, sujette aux tremblements de terre.                                              |
| Les bonnes manières à respecter à table.                    | Pier-Luc démontre les bonnes manières à respecter à table. |
| Les miroirs concaves                                        | À l'aide de deux miroirs concaves, Luc Langevin crée l'illusion qu'un objet est immatériel (mirage); il s'en sert pour expliquer le fonctionnement des miroirs concaves. |
| Portrait de Ghandi                                          | Juliette Gosselin raconte le parcours de Gandhi qui a joué un grand rôle dans l'indépendance de l'Inde.                                                                  |
| L'effet des paramètres a, h et k de la fonction quadratique | Simon Leblanc illustre l'effet des paramètres a, h et k de la fonction quadratique.                                                                                      |

## Épisode 45
| Titre du segment                                 | Résumé |
| ------------------------------------------------ | --- |
| Pochoir et techniques mixtes                     | À partir d'un chandail que Claudia Bouvette veut transformer, elle aborde les techniques mixtes et le pochoir.                                                                      |
| La langue anglaise                               | Pier-Luc et Catherine donnent quelques trucs pour parler en anglais. |
| Traduire des inéquations en langage mathématique | Pierre-Yves Roy-Desmarais nous présente sa famille élargie en se servant du langage mathématique des inéquations : supérieur à, inférieur à, au moins, au plus, plus de, moins que. |
| La langue espagnole                              | Pier-Luc et Catherine donnent quelques trucs pour parler en espagnol. |
| Photosynthèse et respiration cellulaire          | Catherine Ethier explique la photosynthèse et la respiration cellulaire. |
| La guerre froide... en quatre minutes            | Mehdi Bousaidan brosse un portrait global de la guerre froide. |
| Apostrophe et élision                            | À partir d'un échange de textos avec sa mère, Philippe-Audrey Larrue-St-Jacques parle de l'usage de l'apostrophe et de l'écriture « correcte » de formules incorrectes.             |

## Épisode 46
| Titre du segment                                          | Résumé |
| --------------------------------------------------------- | --- |
| L'histoire de pi                                          | Pierre-Yves Roy-Desmarais chante l'histoire du nombre pi. |
| La petite histoire de la révolution industrielle          | James Watt a inventé la machine à vapeur et a été un pionnier de la révolution industrielle. Juliette Gosselin explore le contexte et les bouleversements qui en ont découlé. |
| Entretien avec Fabrice Vil                                | Catherine rencontre Fabrice Vil, entrepreneur social et fondateur de Pour 3 points, pour discuter de racisme.                                                                 |
| L'hydratation et les boissons sportives                   | Phil Roy parle d'hydratation au quotidien et dans le sport, ainsi que des besoins du corps pendant et après l'entraînement. Il donne une recette de boisson sportive maison.  |
| Les sources de conflits entre les pays et leur résolution | Après avoir exposé les principales sources de conflits entre les pays, Rosalie Bonenfant aborde quelques moyens qui existent pour arbitrer ces différents conflits.           |

## Épisode 47
| Titre du segment                              | Résumé |
| --------------------------------------------- | --- |
| La lune de miel                               | Catherine explique d'où vient l'expression « lune de miel ». |
| La mole                                       | Catherine Ethier explique la mole, l'unité de mesure de la quantité de matière. |
| Le tourisme durable au Québec et à Charlevoix | Lou-Pascal Tremblay donne des trucs pour développer le tourisme tout en préservant les particularités d'une région comme Charlevoix. Il propose notamment de planter des arbres, de faire du kayak et du vélo. |
| Le hockey                                     | Catherine partage sa passion du hockey. |
| Les critères de divisibilité                  | Simon Leblanc explique les critères de divisibilité, permettant de déterminer rapidement si un nombre est divisible par un nombre donné.                                                                       |
| Le gardiennage                                | Catherine donne des trucs de gardiennage. |
| La chaîne alimentaire                         | Claudia Bouvette s'intéresse à la chaîne alimentaire. De son petit jardin jusqu'aux milieux plus complexes (comme l'océan), Claudia aborde aussi la bioaccumulation.                                           |
| Le conflit israélo-palestinien                | Mehdi Bousaidan raconte l'histoire du conflit israélo-palestinien. |

## Épisode 48
| Titre du segment                      | Résumé |
| ------------------------------------- | --- |
| Quelques règles autour de la piscine  | Pier-Luc décrit quelques règles de sécurité autour de la piscine. |
| Le quiz des roches                    | Sous forme de quiz, Alex Perron donne de l'information sur les roches.                                                                                                   |
| L'improvisation                       | Katherine Levac décrit ce qu'est le jeu d'improvisation et donne des trucs pour être un bon improvisateur.                                                               |
| La petite histoire de l'improvisation | Pier-Luc raconte la petite histoire de l'improvisation. |
| Se loger à New-York                   | Guillaume Lambert explique pourquoi il est difficile de se loger dans une grande métropole comme New York.                                                               |
| La peur de manquer quelque chose      | Pier-Luc discute de la peur de manquer quelque chose (FOMO). |
| Les relations métriques               | Tout en faisant son yoga, Rosalie Vaillancourt utilise les relations métriques dans un triangle rectangle pour calculer la mesure de la hauteur du triangle rectangle.   |
| Les lentilles                         | Luc Langevin fait un tour où un crayon semble devenir transparent lorsqu'on fait pivoter une lentille. À partir de ce truc, il explique le fonctionnement des lentilles. |

## Épisode 49
| Titre du segment                            | Résumé |
| ------------------------------------------- | --- |
| Le melon d'eau                              | Pier-Luc parle des propriétés du melon d'eau et démontre comment le couper avec de la soie dentaire.                                                                                           |
| Les types de réactions chimiques            | Catherine Ethier explique divers types de réactions chimiques : oxydation, combustion, décomposition, synthèse.                                                                                |
| Les revendications autochtones              | Melissa Mollen Dupuis aborde les revendications territoriales en ouvrant sur les similitudes avec les revendications d'autres communuautés autochtones dans le monde.                          |
| Le quiz des fossiles                        | Sous forme de quiz, Alex Perron donne de l'information sur les fossiles. |
| Préparation pour la dernière des Suppléants | Pier-Luc appelle Catherine en vue de la dernière de la saison des Suppléants. |
| La déportation des Acadiens                 | Guillaume Lambert raconte les événements entourant la déportation des Acadiens. |
| La niche écologique                         | Claudia Bouvette s'intéresse à la niche écologique du cerf de Virginie, une espèce très présente dans sa région natale, Bromont. Elle aborde les notions d'habitat, d'espèce et de population. |

## Épisode 50
| Titre du segment                                               | Résumé |
| -------------------------------------------------------------- | --- |
| Le bulletin                                                    | Catherine remet un bulletin à Pier-Luc.                                                                                        |
| Un méritas pour Rosalie Vaillancourt et Félix-Antoine Tremblay | Rosalie Vaillancourt et Félix-Antoine Tremblay reçoivent un méritas.                                                           |
| Grâce aux suppléants                                           | Pierre-Yves Roy-Desmarais interprète la chanson « Grâce aux suppléants », résumant quelques faits saillants de la série.       |
| La création d'une pièce musicale                               | À partir de la musique-thème des Suppléants, Koriass explique comment il fonctionne pour créer de la musique pour une chanson. |
| Un méritas pour Catherine Brunet et Pier-Luc Funk              | Les deux animateurs reçoivent un méritas et Kevin Raphael explique comment fonctionne la création des capsules.                |
| Qui est le meilleur suppléant?                                 | Catherine Ethier, Rosalie Bonenfant et Guillaume Pineault participent à une bataille de suppléants!                            |
| La saison en revue                                             | Catherine et Pier-Luc passent en revue les sujets traités pendant la saison.                                                   |
| Bon été!                                                       | En direct des îles de la Madeleine, François Bellefeuille vous souhaite un bon été.                                            |